# 루제로 2세

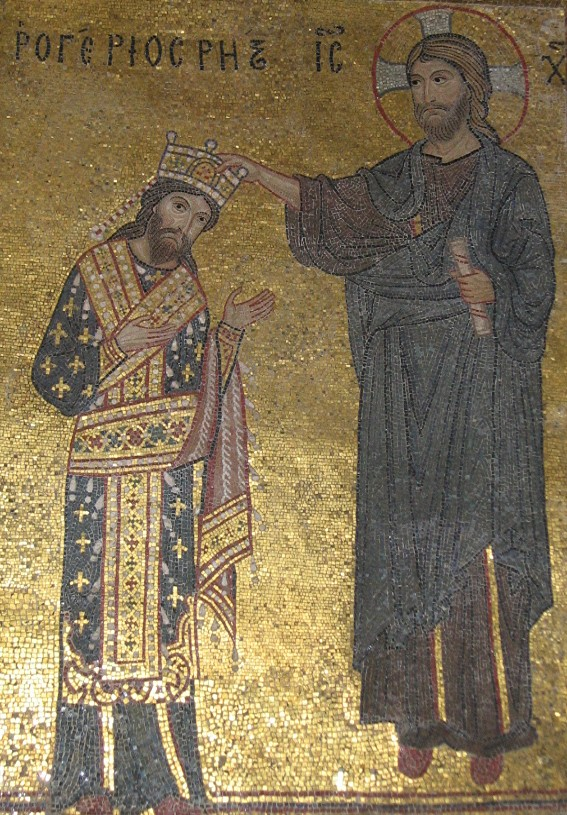
루제로가 그리스도로부터 제관을 받는 모자이크. 팔레르모소재, 로게리오스 왕(Rogerios Rex)이라고 묘사되어 있음.

시칠리아의 루제로 2세(이탈리아어: Ruggero II di Sicilia, 시칠리아어: Ruggeru II di Sicilia, 1095년 12월 22일~1154년 2월 26일)은 남부 이탈리아에 진출한 노르만인 출신의 시칠리아의 왕으로 1105년 시칠리아 백작부터 시작하여 1127년 아풀리아와 칼라브리아의 공작, 1130년에 시칠리아의 왕이 되었다. 그의 통치 아래 노르만족이 정복한 남부 이탈리아의 영토는 하나로 통합되고 강력한 중앙집권화되었다.

## 배경
11세기초 스칸디나비아의 노르만족은 남부 이탈리아의 도시 국가들의 용병으로 고용되어 이탈리아로 몰려들었다. 그중 가장 유명한 것은 오트빌가이다. 이들은 때로는 사라센과 때로는 비잔티움 제국과 전쟁을 벌였는데 용맹함으로 두각을 나타내었다. 나중에 이들은 단순한 용병을 넘어서 남부이탈리아에서 정착하여 권력을 잡고 이 지역의 가장 강력한 세력으로 성장하였다.
노르만 출신의 장군 로베르 기스카르(루베르투 귀스카르루)와 그의 동생 로제르(후의 시칠리아 백작 루제로 1세)에 이르러 남부 이탈리아에서 작위를 인정받고 칼라브리아, 아풀리아, 시칠리아, 나폴리 등 남부 이탈리아는 사실상 노르만족의 영토가 되었다.

## 생애

### 어린 시절과 권력의 획득
루제로는 시칠리아 백작인 아버지 루제로 1세와 그의 세 번째 부인인 아델레이데 델 바스토의 아들로 태어났다. 1101년 아버지가 죽자 시칠리아의 백작위는 형 시무니에게 돌아갔으나 4년후 형도 죽고 말았다. 당시 루제로는 9살이었기 때문에 어머니 아델레이데가 섭정을 맡았다.
1112년 성년이 되어 스스로 직무를 개시했으며 1117년 카스티야의 알폰소 6세의 딸 엘비라 데 카스티야와 결혼했다. 그는 당시 이탈리아 남부를 지배하던 루베르투 귀스카르루의 후손들인 자신의 사촌들에게서 조금씩 자신의 잇권을 얻어내고 영토를 확보해나갔다. 1122년에는 칼라브리아를 모두 손에 넣었고 1127년 풀리아 공작 굴리엘모가 자식없이 죽자 풀리아 공작령에 대한 권리를 주장했다.
당시 이탈리아의 귀족들은 비천한 가문이었던 오트빌가가 지배적인 가문으로 성장한 것을 시기하였고 교황 호노리오 2세는 남부 이탈리아에 강력한 왕국이 들어서는 것이 교황령에 도움이 되지 않는다고 판단하여 루제로를 반대하였다. 그러나 루제로는 강력한 군사력과 때로는 뇌물도 서슴지 않는 외교술로 결국 반대를 종식시키고 1128년에 교황 호노리우스 2세는 루제로를 풀리아와 칼라브리아 그리고 시칠리아를 통합하는 공작으로 임명했다.
이로써 32세에 루제로는 유럽의 강력한 군주 중 한 사람으로 성장했으나 그에게 진정으로 필요한 것은 왕관이었다.

### 시칠리아의 왕위 창설
1130년 초 교황 호노리우스 2세가 죽자 교황 자리를 두고 투쟁이 벌어졌는데 두 명의 교황 후보자가 나서서 경쟁하고 있었다. 그들 가운데 하나인 제2차 십자군는 클레르보의 성 베르나르두스의 후원으로 황제 로타르 등 여러 제후들의 지지를 받고 있었기에 그의 경쟁자인 아나클레투스는 루제로에게 도움을 요청하였다.
루제로는 아나클레투스로부터 시칠리아의 왕관을 받는 대가로 그를 교황으로 지지했다. 그 해 크리스마스에 대립교황 아나클레투스는 교황의 칙령으로 루제로를 최초의 시칠리아 왕으로 임명하였고 팔레르모에서 대관식을 가졌다.

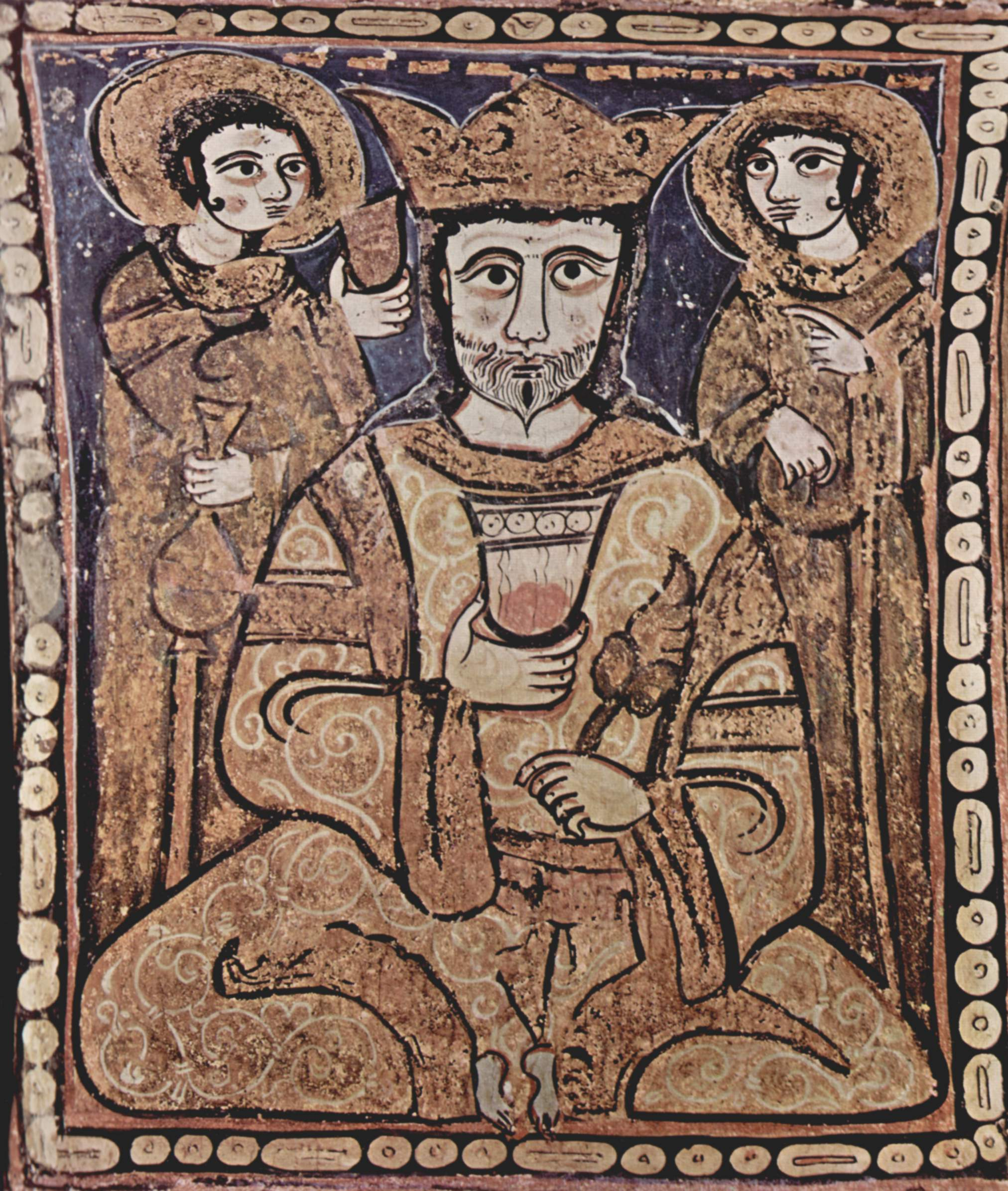
아랍 스타일의 그림

### 반란, 황제와의 투쟁
이후 루제로는 10년 동안 이탈리아에서 반란에 시달렸다. 베르나르도는 프랑스의 루이 6세, 잉글랜드의 헨리 1세, 신성 로마 제국 황제 로타르 3세를 연합하여 대립교황 아나클레투스와 루제로에 반대하는 연합을 제창하였다. 그러는 사이 남부 이탈리아에서는 반란이 일어났고 루제로는 하나하나 반란을 진압했다. 1132년 아풀리아의 반란에서 바리공 그리모알드를 폐위하고 그의 아들 탕크레디는 바리 공작으로 임명했다. 이듬해에는 로타르 3세가 로마에 와서 황제 대관식을 가졌는데 반란군들은 황제에게 군사를 일으켜 루제로에 대항하자고 했으나 거절당했다. 황제가 돌아가자 루제로는 반격에 나서 아들 알폰소를 카푸아 공작으로 앉혔다.
한편 로타르는 노르만족의 강력한 왕이 등장하는 것을 두려워하는 피사, 제노바, 비잔티움 제국의 요한네스 콤네누스 황제와 연합하여 반 루제로 연합전선을 결성하고 1136년 루제로를 공격하였다. 로타르가 이끄는 독일 연합군은 바로 이탈리아반도의 본토 수도인 살레르모로 진격했고 루제로는 시칠리아에 남아 있었다. 살레르모는 곧 함락되었고 독일군은 남부 이탈리아를 유린했다. 1137년 6월 바리가 함락되었고 교황과 황제의 연합군은 아풀리아를 거의 다 장악하였고 그 이후에 황제는 독일로 돌아갔다.

### 남이탈리아 제패
황제가 돌아간 뒤 루제로는 즉각 실지를 회복하기 위해 칼라브리아로 들어갔고 캄파냐 지방을 수복했다. 기세를 몰아 그는 나폴리를 자신의 영토에 포함시켰다. 대립교황 아나클레투스는 1138년에 죽었는데 교황 인토첸시오는 그래도 루제로와 화해하길 거부했다.
이듬해 루제로는 갈루초에서 교황 인노첸시오 2세의 군대를 쳐부수고 교황을 포로로 잡아 남 이탈리아 전역에 대한 자신의 지배권을 인정할 것을 강요했다. 교황은 루제로를 시칠리아 왕, 아풀리아의 백작이자 카푸아의 왕자(rex Siciliae ducatus Apuliae et principatus Capuae)로 선포했다. 이때 형성된 왕국의 영토는 이후 500년간 양시칠리아 왕국에 이르기까지 지속되게 된다. 1139년 루제로는 남이탈리아를 완전히 평정하고 이탈리아반도를 아들에게 맡기고 시칠리아로 돌아온 루제로는 1140년 〈아리아노 조례〉라는 자신의 통치 철학을 담은 법전을 공포했다.

### 통치 말기
그는 이제 유럽에서 가장 강력한 군주가 되었다. 그의 왕국은 노르만인, 동고트인, 알란인, 사라센인이 섞여있는 다민족 국가였고 그는 모든 민족을 편견없이 중용하고 종교적으로 관용을 베풀었고 학문을 장려했다. 그의 치세 마지막 15년 동안 그는 팔레르모의 궁정에서 당대의 이름난 석학들과 함께 보냈다. 시칠리아는 이슬람 문화, 비잔티움의 그리스 문화, 북유럽의 노르만 문화, 라틴문화가 뒤섞여 격조높은 문화를 만들어냈다.
루제로는 제2차 십자군으로 유럽이 온통 들떠 있을 때에도 이에 동참하지 않았는데 그 이유는 그의 왕국의 백성이 대부분 이슬람교도인 것도 있지만 개인적으로 어머니 아델레이데가 예루살렘 왕국의 보두앵과 결혼했다가 다시 쫓겨왔던 과거가 있었기 때문에 팔레스타인의 십자군 국가에 대해 반감을 가지고 있었기 때문이다.

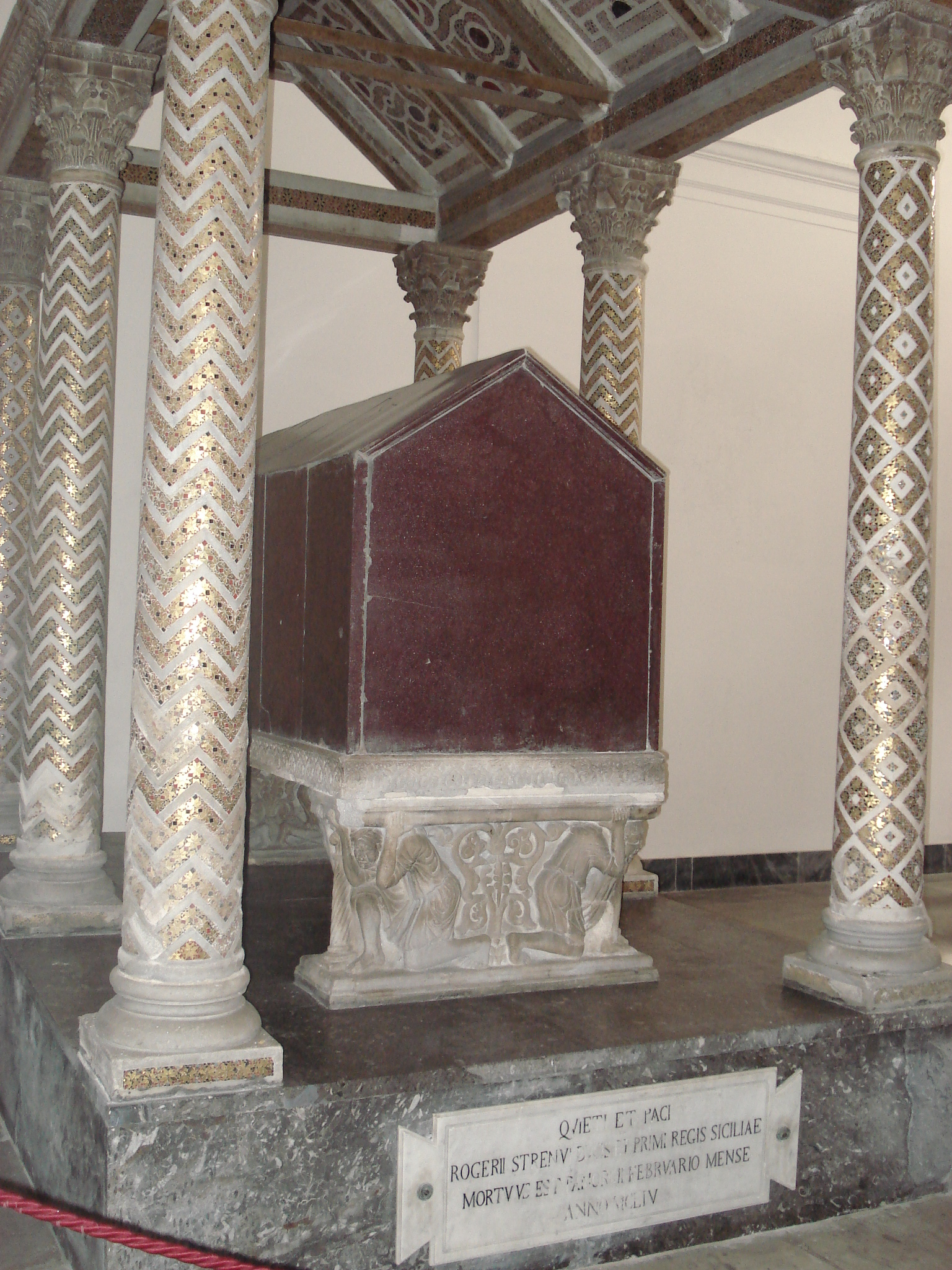
루제로의 무덤 (팔레르모).

루제로는 58세의 나이로 1154년 2월 26일 팔레르모에서 죽었다. 그의 뒤를 이어 네번째 아들인 구기에르무가 왕위에 올랐다. 루제로는 팔레르모 대성당에 묻혔다.

## 시칠리아 해군
루제로의 치세에 시칠리아는 지중해에서 가장 강력한 해군력을 가진 왕국이 되었다. 그는 섬나라인 시칠리아의 발전을 위해서는 강력한 해군을 만들 필요가 있다고 여겼고 이슬람 출신의 아미르를 채용하여 해군을 발전시켰다.
루제로 치세의 시칠리아 해군 제독 가운데 가장 유명한 사람은 안티오키아의 게오르기우스이다. 그는 비잔티움 제국의 영토인 안티오키아출신으로 파티마 왕조를 위해 복무하다가 뛰어난 능력으로 1132년 시칠리아 해군 사령관, "아미르 중의 아미르"(ammiratus ammiratorum)가 되었다. 그는 뛰어난 군사적 능력을 발휘하여 북아프리카연안을 정복하고 트리폴리를 점령했다. 비록 루제로 자신은 직접 원정에 나서지 않았지만 게오르기우스가 지휘하는 시칠리아 해군은 제2차 십자군을 기회로 비잔티움 제국을 침공하여 1147년 코르푸를 함락했으며 그리스 해안을 돌아 에우보이아, 아테네, 코린트를 차례로 약탈하고 테베에서는 비단 제조기술자들을 납치하여 시칠리아로 데려왔다.
1149년에는 보스포루스 해협으로 올라가 대담하게도 비잔티움 황제 마누엘 1세 콤네누스의 황궁 창문으로 화살을 쏘아넣기도 했다.
해군 제독을 의미하는 "아드미랄"(admiral)은 시칠리아의 노르만인들이 아랍어 아미르(emir)를 차용하여 쓴 데서 비롯되었다. 원래는 아미르알바흐르(emir-al-bahr), 즉"바다의 지배자"라는 복합어이다.

## 가족관계
- 첫 번째 결혼 : 1117년 엘비라 데 카스티야 (카스티야의 알폰소 6세의 딸). 6명의 자녀를 둠

1. 루제로 (1118년 - 1148년) : 풀리아 공작 (1135)
2. 탕크레디 (1119년 - 1138년) : 바리의 제후 (1135).
3. 알폰소 (1121년 - 1144년) : 카푸아 공작 (1135) 및 나폴리 공작
4. 아델리사 (1126년? - 1184년 이후)
5. 구기에르무 (1131년 - 1166년) : 시칠리아 왕위계승
6. 엔리케 (1135년 - 어려서 죽음).

- 두 번째 결혼 : 1149년 위그 2세 드 부르고뉴 공작의 딸 시빌 드 부르고뉴, 2명이 자녀 있음

1. 엔리쿠 (1149년 - 어려서 죽음);
2. 성명미상 (1150년 태어남).

- 세 번째 결혼 : 1151년 레텔의 베아트리체, 예루살렘의 보두앵 2세의 손조카. 루제로 사후에 딸이 태어남:

1. 쿠스탄차 (1154년 - 1198년) : 아버지가 죽은 직후 태어남, 황제 신성로마제국의 하인리히 6세와 결혼하였음, 이때부터 독일의 호엔슈타우펜 왕가가 시칠리아 왕위를 계승함.